# Ariolimax
Genre
Ariolimax, en français « limace-banane » (Banana slug en anglais), est un genre de mollusques gastéropodes terrestres.

## Utilisations
Les Yuroks s'en nourrissaient.

## Liste des espèces
Selon BioLib (9 décembre 2024) :
- Ariolimax californicus J. G. Cooper, 1872
- Ariolimax columbianus (Gould, 1851)
- Ariolimax dolichophallus Mead, 1943